# Prays erebitis
Prays erebitis is een vlinder uit de familie Praydidae. De wetenschappelijke naam van de soort werd gepubliceerd door Edward Meyrick.